# Gare de Texarkana
La gare de Texarkana est une gare ferroviaire des États-Unis, située sur le territoire de Texarkana dans l'État de l'Arkansas.

## Histoire
Elle est mise en service en 1930.

## Service des voyageurs

### Desserte
Ligne d'Amtrak : Le Texas Eagle: Los Angeles - Chicago.